# حکیم‌باشی بالا
حکیم‌باشی بالا، روستایی در دهستان چنارشاهیجان بخش مرکزی شهرستان کوه‌چنار در استان فارس ایران است. این روستا، مرکز دهستان چنارشاهیجان است.

## جمعیت
بر پایه سرشماری عمومی نفوس و مسکن در سال ۱۳۹۵، جمعیت این روستا برابر با ۱٬۶۳۴ نفر (۴۷۹ خانوار) بوده است.